# Centre Mersenne
Le centre Mersenne est une infrastructure publique d’édition, mise en œuvre par la cellule « Mathdoc » du CNRS et de l'Université Grenoble Alpes. Il édite et diffuse notamment des revues mathématiques en libre accès. Il opère en partenariat avec UGA Éditions, la nouvelle maison d'édition de l'Université Grenoble-Alpes (UGA). Le Centre est soutenu par le CNRS et l'UGA, avec un financement de l'Idex de Grenoble.
Le centre Mersenne est nommé d'après Marin Mersenne.

## Revues
Parmi les 24 revues académiques hébergées par le centre Mersenne, il y a :
- Algebraic Combinatorics
- Annales Henri Lebesgue
- Annales de la faculté des sciences de Toulouse
- Annales de l'Institut Fourier
- Annales mathématiques Blaise Pascal
- Annals of Representation Theory
- Comptes Rendus de l'Académie des sciences
- Confluentes Mathematici
- Innovations in Graph Theory
- Journal de l'École polytechnique — Mathématiques
- Journal de Théorie des Nombres de Bordeaux
- Mathematics Research Reports
- MathematicS in Action
- Open Geomechanics
- Open Journal of Mathematical Optimization
- Peer Community Journal
- Publications Mathématiques de Besançon - Algèbre et Théorie des Nombres
- Revue Ouverte d'Intelligence Artificielle
- SMAI Journal of Computational Mathematics

Le centre Mersenne diffuse également les comptes rendus de séminaires et de rencontres du CIRM.